# Inovce
Inovce este o comună slovacă, aflată în districtul Sobrance din regiunea Košice, pe malul râului Inovský potok⁠(d). Localitatea se află la altitudinea de 485 m deasupra n.m., se întinde pe o suprafață de 10,59 km2 și în 2017 număra 205 locuitori. Se învecinează cu Ruský Hrabovec, Raionul Velîkîi Bereznîi, Beňatina și Podhoroď.

## Istoric
Localitatea Inovce este atestată documentar din 1555.

## Demografie
| An:                | 1994 | 2004    | 2014   | 2024    |
| ------------------ | ---- | ------- | ------ | ------- |
| Număr de persoane: | 280  | 235     | 212    | 189     |
| Diferență:         |      | −16,07% | −9,78% | −10,84% |

| An:                | 2023 | 2024 |
| ------------------ | ---- | ---- |
| Număr de persoane: | 189  | 189  |
| Diferență:         |      | +0%  |